# Lijst van wachtposten aan de spoorlijn Apeldoorn - Deventer
Dit is een onvolledige numeriek oplopende Lijst van wachtposten aan de Spoorlijn Apeldoorn - Deventer. Een wachtpost was een huisje waarin de baanwachter woonde. Hij of zij opende en sloot de overwegbomen wanneer er een trein passeerde.
Alle huisjes werden omstreeks 1887-1888 naar een standaardontwerp door de KNLS gebouwd.
Rond 1950 werden veel huisjes gesloopt omdat ze hun oude functie verloren.
Wanneer er achter de straatnaam een asterisk staat, wil dat zeggen dat de overgang niet meer bestaat. Bij een aantal huisjes staat de straatnaam aangegeven, die in de buurt van de oude overweg ligt.
| Wachtpost | Straat           | Plaats    | Bouwjaar | Sloopjaar | Extra informatie                                                                     |                               | Afbeelding |
| --------- | ---------------- | --------- | -------- | --------- | ------------------------------------------------------------------------------------ | ----------------------------- | ---------- |
| 1a        | Zutphensestraat  | Apeldoorn | 1887     | Onbekend  | Op enkele oude kaarten staat deze wachtpost foutief aangeduid met nummer "1" of "1b" | 52° 12' 44" NB, 5° 59' 43" OL |            |
| 1b        | Fortlaan*        | Apeldoorn | 1887     | Onbekend  | Ter hoogte van huidig Station Apeldoorn Osseveld                                     | 52° 12' 58" NB, 6° 0' 25" OL  |            |
| 2         | Lupineweg        | Apeldoorn | 1887     | Onbekend  |                                                                                      | 52° 13' 7" NB, 6° 0' 54" OL   |            |
| 3         | Woudhuizerweg    | Apeldoorn | 1887     | Onbekend  |                                                                                      | 52° 13' 30" NB, 6° 1' 54" OL  |            |
| 3b        |                  | Teuge     | 1920     | Onbekend  |                                                                                      |                               |            |
| 6         | Holthuizerstraat | Twello    | 1887     | Onbekend  | Bij Stopplaats Holthuizerstraat                                                      |                               |            |